# Alfred Werner (Chemiker)

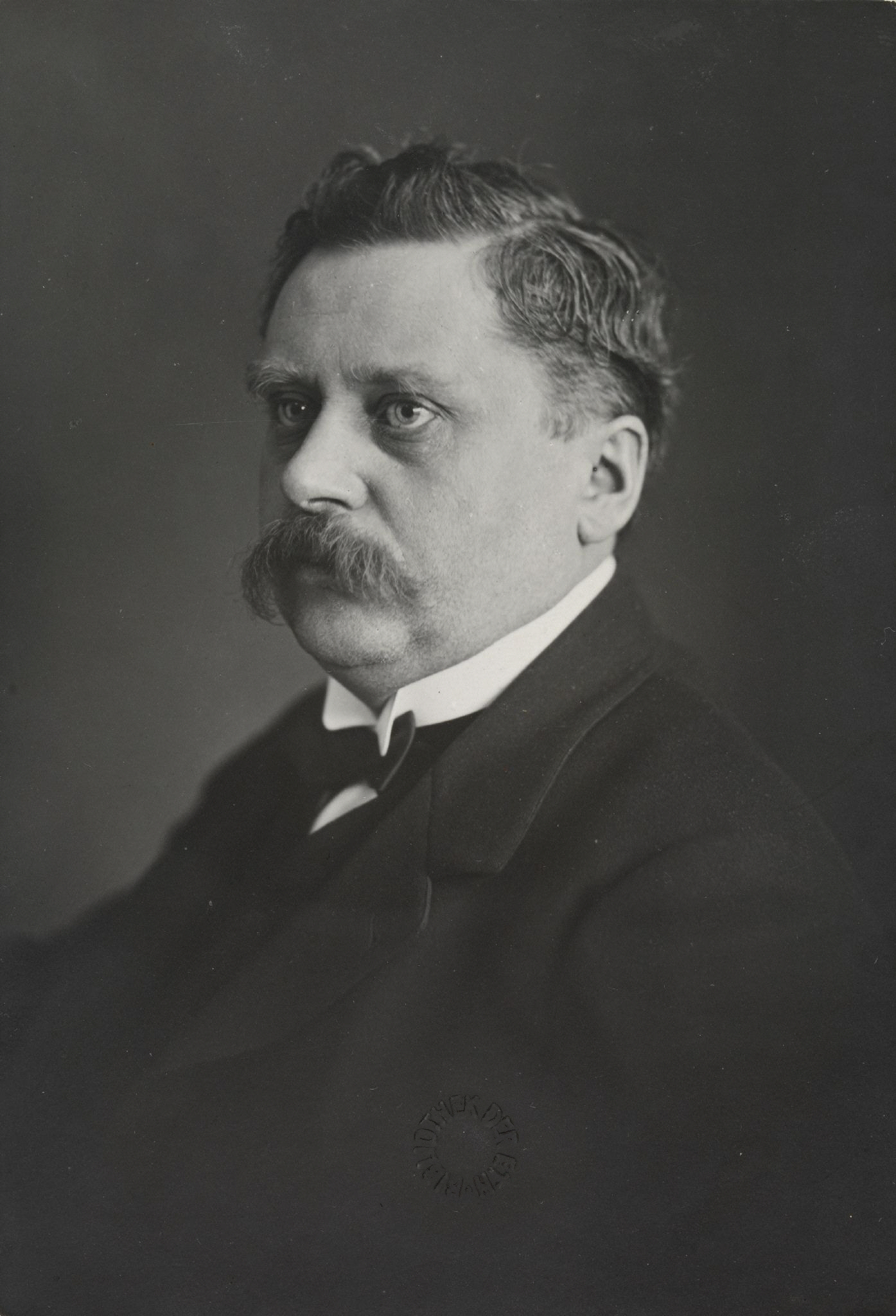
Alfred Werner

Alfred Werner (* 12. Dezember 1866 in Mülhausen (Elsass); † 15. November 1919 in Zürich) war ein elsässisch-stämmiger Chemiker, der ab 1895 die Schweizer Staatsbürgerschaft besaß. Er gilt als einer der Begründer der Komplexchemie. 1913 wurde er mit dem Nobelpreis für Chemie ausgezeichnet.

## Leben
Werner wurde 1866 im elsässischen Mülhausen geboren und interessierte sich bereits als Schüler für Chemie. Während seines Wehrdienstes in Karlsruhe besuchte er Vorlesungen über Chemie an der dortigen Technischen Hochschule. Nicht zuletzt aufgrund seiner für viele Elsässer typischen skeptischen Einstellung gegenüber der neuen preußischen Ordnung entschied er sich, sein Studium der Chemie in der Schweiz zu absolvieren. Er schrieb sich im Wintersemester 1886/87 am Eidgenössischen Polytechnikum (der späteren ETH) in Zürich ein und diplomierte 1889 in technischer Chemie. Seine Dissertation auf dem Gebiet der organischen Chemie (sie galt der Stereochemie organischer Stickstoffverbindungen) fertigte er 1890 bei Arthur Hantzsch an, bevor er zu einem einsemestrigen Forschungsaufenthalt zu Marcelin Berthelot an das Collège de France nach Paris ging. Nach seiner Rückkehr nach Zürich habilitierte er am Polytechnikum und hielt dann vom Sommersemester 1892 bis einschließlich des Sommersemesters des darauffolgenden Jahres als Privatdozent über spezielle Kapitel der Chemie. 1893 ging er an die Universität Zürich, an der er 1894 Professor wurde. Das blieb er bis zu seinem Tod.
Werner hat sich besonders in der Erforschung der Koordinationsverbindungen hervorgetan. Den Anstoß dazu gab eine Vorlesung zu dem Thema, auf die er sich 1892 vorbereiten musste. 1893 veröffentlichte er in der Zeitschrift für anorganische Chemie einen Artikel über „Beiträge zur Konstitution anorganischer Verbindungen“. Damit setzte er der Kettentheorie des Chemikers Sophus Mads Jørgensen mit den richtigen Erkenntnissen zur Deutung der experimentellen Befunde ganz neue Vorstellungen über die Bindungsverhältnisse von Komplexverbindungen entgegen und setzte sich damit durch. Dies wird als Beginn der Komplexchemie angesehen. Ein bemerkenswerter Aspekt der Arbeit von 1893 war das Fehlen einer adäquaten empirischen Grundlage für die weitreichenden Thesen (er selbst hatte bis zu dem Zeitpunkt nicht ein einziges Experiment auf diesem Gebiet durchgeführt!). Dieser Umstand veranlasste später einmal einen deutschen Kollegen, Werners Koordinationstheorie als eine „geniale Frechheit“ zu bezeichnen. Werner erforschte die Komplexchemie vor allem anhand von Metallaminen. Seinem Doktoranden Victor L. King gelang der von Werner lang gesuchte Nachweis chiraler (optisch aktiver) Metallkomplexe (veröffentlicht mit Werner 1911). Da damals die Meinung verbreitet war, in optisch aktiven Substanzen müsse Kohlenstoff vorhanden sein, suchte Werner auch nach einem Beispiel ohne Kohlenstoff und fand ihn 1914 in Hexol.

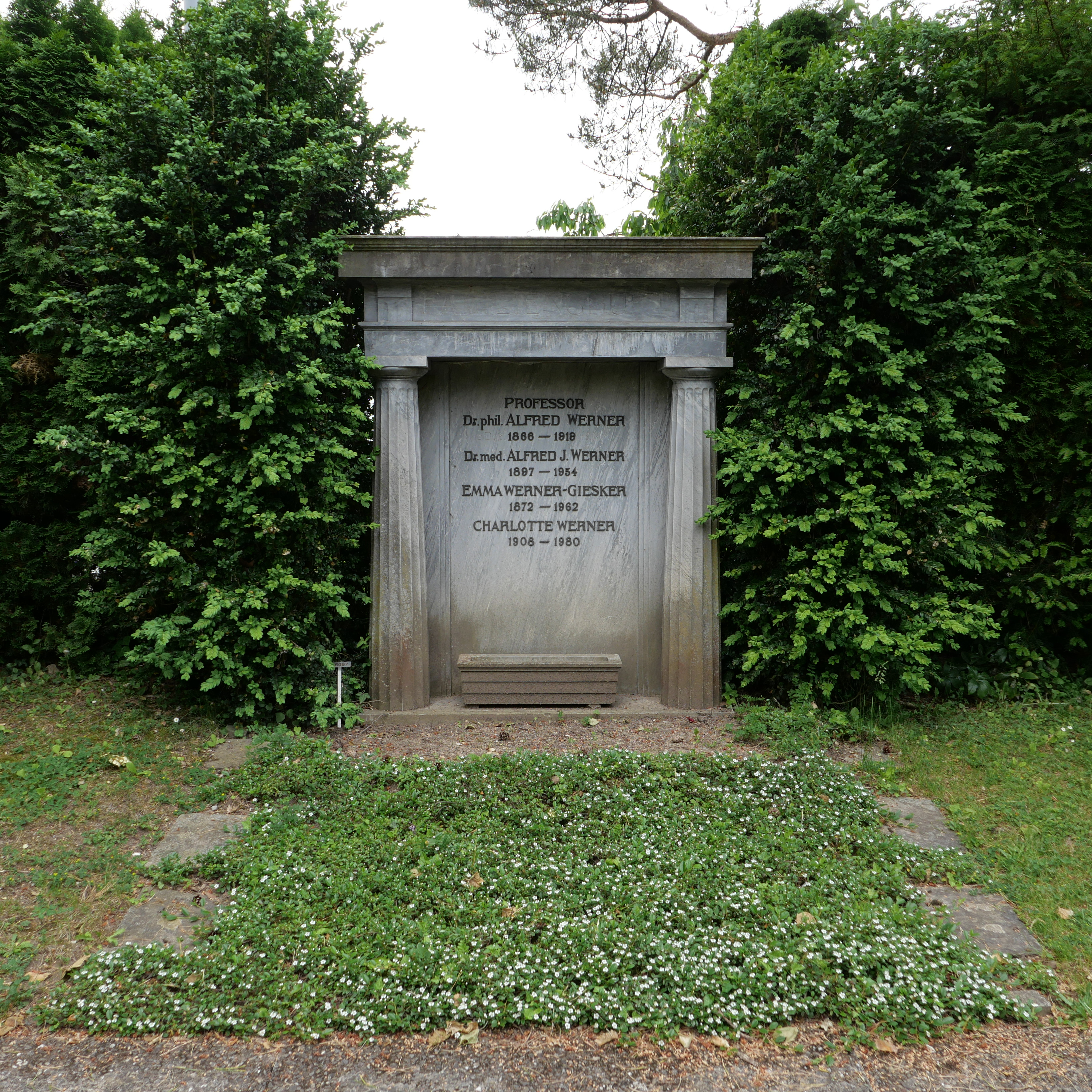
Das Grab von Werner, seiner Frau Emma Werner-Giesker (1872–1962) und ihrer Kinder Alfred J. (1897–1954) und Charlotte (1908–1980)

1905 schlug er als Erster eine Version der Langform des Periodensystems vor.
1907 wurde Werner zum korrespondierenden Mitglied der Göttinger Akademie der Wissenschaften gewählt. 1910 erhielt er von der Universität Würzburg einen Ruf für die Institutsleitung als Nachfolger von Julius Tafel, den er jedoch nicht annahm.
1913 erhielt er den Nobelpreis für Chemie „auf Grund seiner Arbeiten über die Bindungsverhältnisse der Atome im Molekül, wodurch er ältere Forschungsgebiete geklärt und neue erschlossen hat, besonders im Bereich der anorganischen Chemie“. Werner war der erste mit diesem Preis ausgezeichnete Anorganiker und blieb bis 1973 auch der einzige in dieser Fachrichtung.
Noch 2001 erschien ein Aufsatz mit ihm und seiner Doktorandin Marie Scavany-Grigorieff als Ko-Autoren (basierend auf einem Präparat der beiden (ein zweikerniger Kobaltkomplex) aus der Sammlung des Instituts für Anorganische Chemie der Universität Zürich).
Werner hatte zahlreiche Studenten, insbesondere aus dem Ausland, gründete aber keine Schule. Ein Grund dafür war, dass man den Eindruck hatte, er habe das Gebiet insbesondere der Metallamine erschöpfend behandelt.
Er fand seine letzte Ruhestätte auf dem Zürcher Friedhof Rehalp.

## Werke
- Lehrbuch der Stereochemie: mit 116 Abbildungen im Text. – Jena : Fischer, 1904. Digitalisierte Ausgabe der Universitäts- und Landesbibliothek Düsseldorf